# Elżbietków
Elżbietków (deutsch Elisenhof) ist ein Dorf der Gemeinde Pogorzela im Powiat Gostyński in der Woiwodschaft Großpolen im westlichen Zentral-Polen. Der Ort befindet sich etwa 1 km nördlich von Pogorzela, 16 km südöstlich von Gostyń, und 70 km südlich der Landeshauptstadt Posen (Poznań).

## Geschichte
Der Ort gehörte nach der Zweiten Teilung Polens 1793 zum Kreis Krotoschin und ab 1887 mit der Umbildung der Kreise zum Kreis Koschmin. In den Jahren 1975 bis 1998 gehörte der Ort zur Woiwodschaft Leszno.